# تابش الکترومغناطیسی

موج الکترومغناطیسی نوعی موج عرضی پیش‌رونده است که از میدان‌های الکتریکی و مغناطیسی ساخته شده‌است. این شکل موجی را نشان می‌دهد که از چپ به راست می‌رود. میدان الکتریکی در صفحهٔ عمودی و میدان مغناطیسی در صفحهٔ افقی هستند.

تابش الکترومغناطیسی پدیده‌ای موجی است که در فضا منتشر می‌شود و از میدان‌های الکتریکی و مغناطیسی ساخته شده‌است. این دو میدان در حال انتشار، برهم عمود، و در موج عرضی، بر جهت پیش‌روی موج نیز عمود هستند.
به بخشی از امواج الکترومغناطیسی، نور می‌گویند، گرچه نور مرئی تنها بخش کوچکی از گسترهٔ امواج الکترومغناطیسی است. امواج الکترومغناطیسی بر حسب بسامدشان به نام‌های گوناگونی خوانده می‌شوند: امواج رادیویی، ریزموج، فروسرخ (مادون قرمز)، نور مرئی، فرابنفش، پرتو ایکس و پرتو گاما. این نام‌ها به ترتیب افزایش بسامد (فرکانس) مرتب شده‌اند. تغییر در اندازه یا موقعیت بار الکتریکی، باعث پدید آمدن و انتشار موج الکترومغناطیسی می‌شود.

## ماهیت فیزیکی
نخستین بار، ماکسول موج الکترومغناطیسی را پیش‌بینی کرد و سپس هاینریش هرتز آن را با آزمایش نشان داد. ماکسول پس از تکمیل نظریهٔ الکترومغناطیس، از معادلات این نظریه، شکلی از معادلهٔ موج را به دست آورد و نشان داد که میدان‌های الکترومغناطیسی موج‌گونه رفتار می‌کنند. بر پایه معادلات ماکسول، سرعت انتشار امواج الکترومغناطیسی، برابر با سرعت نور است، بنابراین او نتیجه گرفت که نور هم باید موج الکترومغناطیسی باشد.

طیف الکترومغناطیسی

بر پایه معادلات ماکسول، میدان الکتریکی متغیر با زمان باعث پدید آمدن میدان مغناطیسی متغیر با زمان می‌شود و برعکس؛ بنابراین اگر یک میدان الکتریکی متغیر، میدان مغناطیسی بسازد، آن میدان مغناطیسی نیز میدان الکتریکی متغیر می‌سازد، و این‌گونه موج الکترومغناطیسی ساخته می‌شود و پیش می‌رود.
نظریهٔ الکترودینامیک کوانتومی، برهم‌کنش تابش الکترومغناطیسی و ماده را توصیف می‌کند.

## طیف الکترومغناطیسی
امواج الکترومغناطیسی بر حسب بسامدشان به نام‌های گوناگونی خوانده می‌شوند: امواج رادیویی، ریزموج، فروسرخ (مادون قرمز)، نور مرئی، فرابنفش، پرتو ایکس و پرتو گاما. این نام‌ها به ترتیب افزایش بسامد مرتب شده‌اند.
| از بسامد     | تا بسامد     | نام طیف بسامدی              | به انگلیسی |
| ------------ | ------------ | --------------------------- | ---------- |
| ۳۰ اگزاهرتز  | ۳۰۰ اگزاهرتز | پرتو گاما                   |            |
| ۳ اگزاهرتز   | ۳۰ اگزاهرتز  | پرتو ایکس سخت               | HX         |
| ۳۰ پتاهرتز   | ۳ اگزاهرتز   | پرتو ایکس نرم               | SX         |
| ۳ پتاهرتز    | ۳۳ پتاهرتز   | پرتو فرابنفش دور            | EUV        |
| ۷۵۰ تراهرتز  | ۳ پتاهرتز    | پرتو فرابنفش نزدیک          | NUV        |
| ۴۰۰ تراهرتز  | ۷۵۰ تراهرتز  | نور مرئی                    |            |
| ۲۱۴ تراهرتز  | ۴۰۰ تراهرتز  | فروسرخ نزدیک                | NIR        |
| ۱۰۰ تراهرتز  | ۲۱۴ تراهرتز  | موج کوتاه فروسرخ            | SIR        |
| ۳۷٫۵ تراهرتز | ۱۰۰ تراهرتز  | موج متوسط فروسرخ            | MIR        |
| ۲۰ تراهرتز   | ۳۷٫۵ تراهرتز | موج بلند فروسرخ             | HIR        |
| ۳۰۰ گیگاهرتز | ۲۰ تراهرتز   | فروسرخ بسیار دور            | FIR        |
| ۳۰ گیگاهرتز  | ۳۰۰ گیگاهرتز | بسامد مافوق بالا (ریزموج)   | EHF        |
| ۳ گیگاهرتز   | ۳۰ گیگاهرتز  | بسامد بسیار بالا (ریزموج)   | SHF        |
| ۳۰۰ مگاهرتز  | ۳ گیگاهرتز   | بسامد فرابالا (ریزموج)      | UHF        |
| ۳۰ مگاهرتز   | ۳۰۰ مگاهرتز  | بسامد خیلی بالا (ریزموج)    | VHF        |
| ۳ مگاهرتز    | ۳۰ مگاهرتز   | بسامد بالا (ریزموج)         | HF         |
| ۳۰۰ کیلوهرتز | ۳ مگاهرتز    | بسامد متوسط (ریزموج)        | MF         |
| ۳۰ کیلوهرتز  | ۳۰۰ کیلوهرتز | بسامد پایین (ریزموج)        | LF         |
| ۳ کیلوهرتز   | ۳۰ کیلوهرتز  | بسامد خیلی پایین (ریزموج)   | VLF        |
| ۳۰۰ هرتز     | ۳ کیلوهرتز   | بسامد در حد صوت (بسامد صدا) | VF         |
| ۳۰ هرتز      | ۳۰۰ هرتز     | بسامد بسیار پایین           | ELF        |

## تابش خورشید و زمین

بیشینهٔ تابش بر اساس قانون پلانک در گسترهٔ دماهای زمینی و خورشیدی

خورشید، این رآکتور گرما-هسته‌ای بزرگ، در سراسر طیف الکترومغناطیسی تابش می‌کند. از پرتوهای x و پرتوهای کیهانی گرفته تا موج‌های رادیویی به طول موج‌هایی تا ۱۵m یا بیشتر. اما چون سطح آن داغ است (۶٬۰۰۰ سانتی‌گراد)، بیشتر انرژی آن در طول موج‌های نسبتاً کوتاه (فرابنفش، مرئی و فروسرخ نزدیک) است و مقدار بیشینهٔ تابش در طول موج نزدیک به ۰٫۵ میکرومتر گسیل می‌شود. افزون بر این، پرتوهای فروسرخ خورشید نیز برای ما منبع گرما بشمار می‌آیند.
بر پایهٔ فرمول‌های تابش پلانک، انرژی گسیل‌شده از جسمی با دمایی برابر با دمای زمین نیز باید در محدوده فروسرخ باشد و طول موج‌های این تابش نیز تقریباً در محدودهٔ ۱۰ میکرومتر متمرکز است.
از آنجا که زمین همواره در حالت شبه‌ترازمندی است، به همان اندازه که از خورشید انرژی دریافت می‌کند، با تابش LW به فضا انرژی از دست می‌دهد. به این ترتیب، مناسب‌ترین شرایط برای زیست موجودات زنده در این کرهٔ خاکی فراهم می‌شود.